# Smil z Loučan
Smil z Loučan († kolem roku 1437) byl moravský šlechtic z líšnické větve rodu pánů z Kunštátu.

## Život
Jeho otcem byl Heralt z Loučan. První písemná zmínka o Smilovi pochází z roku 1393, kdy je uveden mezi studenty vídeňské univerzity. Smil se na počátku 14. století stal pánem a ochráncem vyhlášené lapkovské družiny. V letech 1405–1419 šířila jeho družina na střední a severní Moravě hrůzu, což dokumentuje značné množství listin, např. šumperská městská kniha. Smil se však v několika případech stal i oloupeným, protože šlechticů, kteří se v té době "živili" loupežnickým řemeslem, bylo mnoho. Smil též často vystupuje při soudních přích. 
V probíhajících moravských markraběcích válkách se stal straníkem markraběte Jošta Lucemburského, který mu v kořistnických nájezdech proti odpůrcům nebránil. Jošt zastavil Smilovi roku 1405 Chvalčov, roku 1407 hrad Obřany a roku 1410 hrad Chlum nad Bílavskem. 
Naposledy se Smil uvádí roku 1421 na sněmu v Čáslavi. Má se za to, že zemřel roku 1437 nebo krátce před tím.
Smil z Loučan zanechal dvě dcery. Eliška se provdala za Hynka Pňovského ze Sovince, Kateřina za Jindřicha z Boskovic.